# Primitive Cool
Primitive Cool je druhé sólové album Micka Jaggera. Bylo vydáno 14. září 1987. Po vydání Dirty Work v roce 1986 vztah Jaggera a Keithe Richardse poměrně zhořkl, protože se Jagger rozhodl nejet na turné na podporu alba, ale raději se věnovat svému druhému sólovému projektu. Nahrávání Primitive Cool proběhlo v Nizozemsku a na Barbadosu.

## Seznam skladeb
| Pořadí | Název                | Autor                    | Délka |
| ------ | -------------------- | ------------------------ | ----- |
| 1.     | Throwaway            | Mick Jagger              | 5:03  |
| 2.     | Let's Work           | Jagger, David A. Stewart | 4:50  |
| 3.     | Radio Control        | Jagger                   | 3:56  |
| 4.     | Say You Will         | Jagger, Stewart          | 5:07  |
| 5.     | Primitive Cool       | Jagger                   | 5:50  |
| 6.     | Kow Tow              | Jagger, Stewart          | 4:55  |
| 7.     | Shoot Off Your Mouth | Jagger                   | 3:35  |
| 8.     | Peace for the Wicked | Jagger                   | 4:02  |
| 9.     | Party Doll           | Jagger                   | 5:20  |
| 10.    | War Baby             | Jagger                   | 6:39  |

## Obsazení
- Mick Jagger – hlavní vokály, kytara, autoharfa, harmonika, perkuse
- Phillip Ashley – klávesy
- Jim Barber – rytmická kytara
- Jeff Beck – kytara
- Jocelyn Brown – doprovodné vokály
- Richard Cottle – klávesy
- Craig Derry – doprovodné vokály
- Keith Diamond – programování
- Bill Evans – saxofon
- Jon Faddis – trubka
- Dean Garcia – baskytara
- Omar Hakim – drums
- Sean Keáne – housle
- Brenda King – doprovodné vokály
- Paddy Moloney – píšťalka a uillean pipes
- Denzil Miller – klávesy
- Cindy Mizelle – doprovodné vokály
- Pamela Quinlan – doprovodné vokály
- Greg Phillinganes – klávesy
- Simon Phillips – bicí
- Vernon Reid – rytmická kytara
- Jimmy Rip – rytmická kytara
- David Sanborn – saxofon
- Pat Seymour – klávesy
- G. E. Smith – kytara
- David A. Stewart – rytmická kytara
- Doug Wimbish – baskytara